# Принія жовтогруда
Принія жовтогруда (Prinia hypoxantha) — вид горобцеподібних птахів родини тамікових (Cisticolidae). Мешкає в Південно-Африканській Республіці і Есватіні. Раніше вважалася підвидом плямистогрудої принії.

## Опис

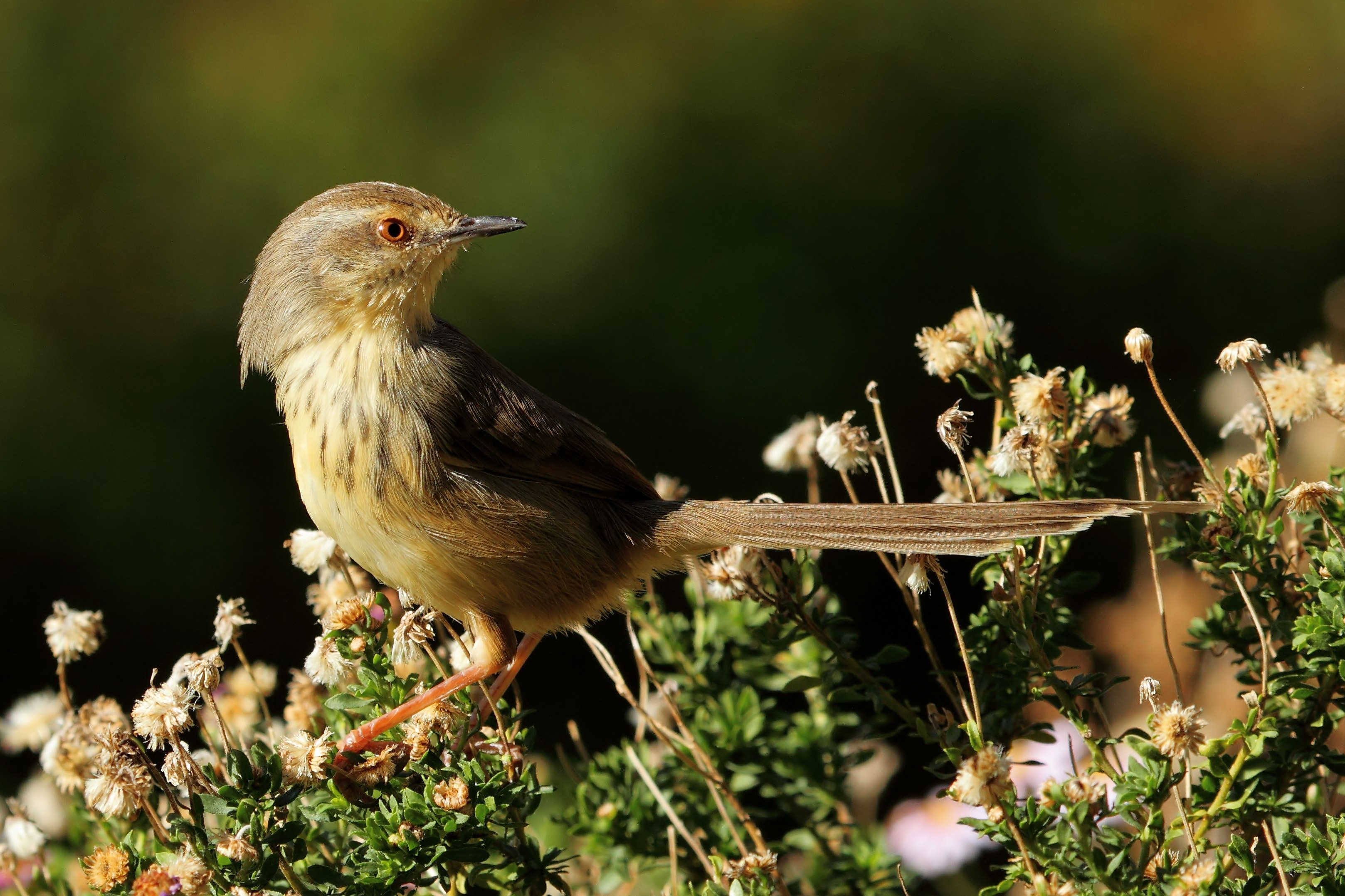
Жовтогруда принія

Жовтогруда принія — невеликий птах з середньою дожиною тіла 12-14 см, короткими, округлими крилами, довгим хвостом, міцними лапами і коротким, прямим, чорним дзьобом. Верхня частина тіла коричнева, горло білувате, нижня частина тіла жовтувата, поцяткована чорними смужками. Над очима білі "брови". Хвіст на кінці темніший, зазвичай направлений догори. Лапи рожевувато-коричневі, очі бліді. Виду не притаманний статевий диморфізм, молоді птахи дещо блідіші.

## Поширення і екологія
Жовтогруді принії живуть в сухих і вологих чагарникових заростях та на сухих пасовищах, подекуди в сухих лісових масивах і в прибережних заростях.

## Поведінка
Жовтогруді принії живуть парами або невеликими зграйками. Харчуються комахами, яких ловлять в чагарниках. Гніздо овальне, закрите з бічним входом, тонкостінне, зроблене з трави, розміщується в густих чагарникових заростях.